# Cháris Charísis
Cháris Charísis (grec moderne : Χάρης Χαρίσης), né le 12 janvier 1995 à Ioannina en Grèce, est un footballeur grec, qui évolue au poste de milieu relayeur à Sivasspor.

## Biographie
Avec le club du PAOK Salonique, il joue deux matchs en Ligue des champions, et trois rencontres en Ligue Europa.

## Palmarès
- Vice-champion de Grèce en 2016 et 2017 avec le PAOK Salonique